# Кардаїлово
Кардаї́лово (рос. Кардаилово) — село у складі Ілецького району Оренбурзької області, Росія.

## Населення
Населення — 2555 осіб (2010; 3053 у 2002).
Національний склад (станом на 2002 рік):
- росіяни — 82 %